# FIFA 96
FIFA Soccer 96, uzual numit FIFA 96, este al treilea joc din seria FIFA Soccer. A apărut în anul 1995.
FIFA 96 cuprinde 15 cântece cu titlu generic, compuse de Graeme Coleman.
Pe coperta jocului apare fotbalistul român Ioan Ovidiu Sabău.
1. 1 2  redump.org
2. ↑  Singurul român de pe coperta jocului FIFA! Cum a apărut Ioan Sabău pe „coverul” ediției din 1996